# Rundturm von Drumlane

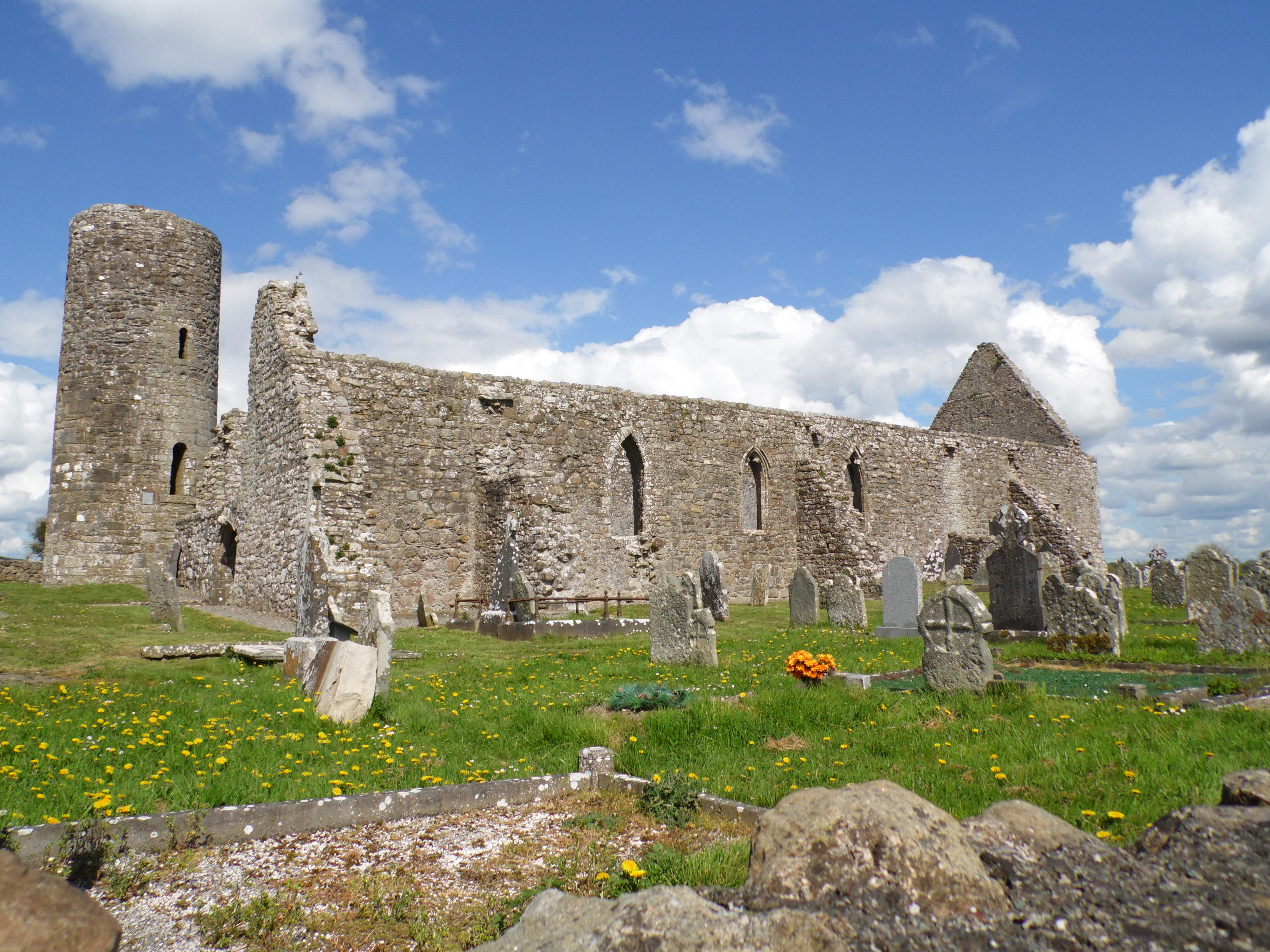
Drumlane Rundturm und Kirche

Der Rundturm von Drumlane ist das älteste erhaltene Bauwerk des ehemaligen Klosters der frühchristlichen Kirche im Townland Drumlane (irisch Droim Leathan, dt.: breiter Grat) im County Cavan in Irland.
Drumlane wurde von den Augustiner-Chorherren Mitte des 12. Jahrhunderts übernommen. Diese bauten das Kirchengebäude, das im 15. Jahrhundert erweitert wurde und das auch heute noch (bis auf das Dach) steht.

## Der Rundturm
Der Rundturm steht an der nordwestlichen Ecke der Kirche. Vermutlich stammt er aus dem 12. Jahrhundert, aber auch das 11. Jahrhundert ist möglich. Er hat eine Höhe von 11,60 m und am Boden einen Umfang von 5,10 m. Die Türöffnung beginnt in einer Höhe von 2,74 m.
Die unteren 6,70 m sind aus sorgfältig verarbeiteten Steinen erbaut, während die oberen 4,90 m aus groben Gesteinsbrocken bestehen. Vermutet wird, dass der obere Teil beschädigt oder zerstört wurde und dann wieder neu errichtet wurde. Hier wird das 15. Jahrhundert vermutet, was auch dem Zeitraum der Erweiterung der Kirche entspricht.
Die Türöffnung hat beidseitig je vier Steine als Pfosten und darüber einen runden Abschluss aus drei Steinen. Diese haben die Länge des Mauerwerks, was bei den meisten ähnlichen Öffnungen anderer Rundtürme nicht der Fall ist.
Die einzige Fensteröffnung ist knapp über dem Teil, bei dem sich das Mauerwerk ändert. Da es ähnlich der Türöffnung ist, kann vermutet werden, dass es zu dem ursprünglichen Turm gehörte. Es ist genau über der Tür angebracht.
An der Nordseite des Turmes befinden sich in einer Höhe von 2,20 m die (kaum sichtbaren) Silhouetten zweier Vögel. Wahrscheinlich handelt es sich um einen Hahn und eine Henne. Ihre Bedeutung ist unklar.

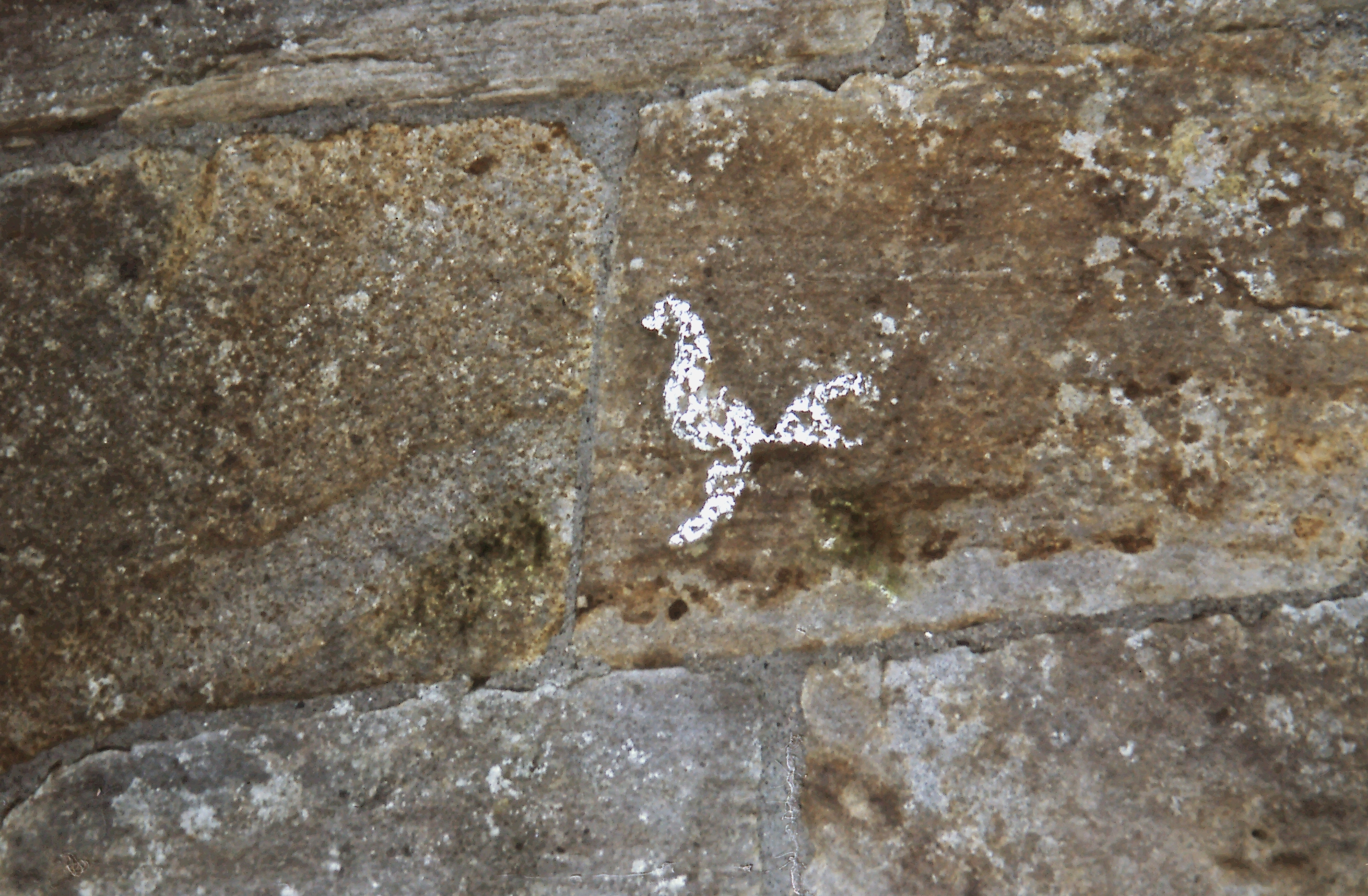
Rundturm mit Silhouette eines Vogels (Hahn)
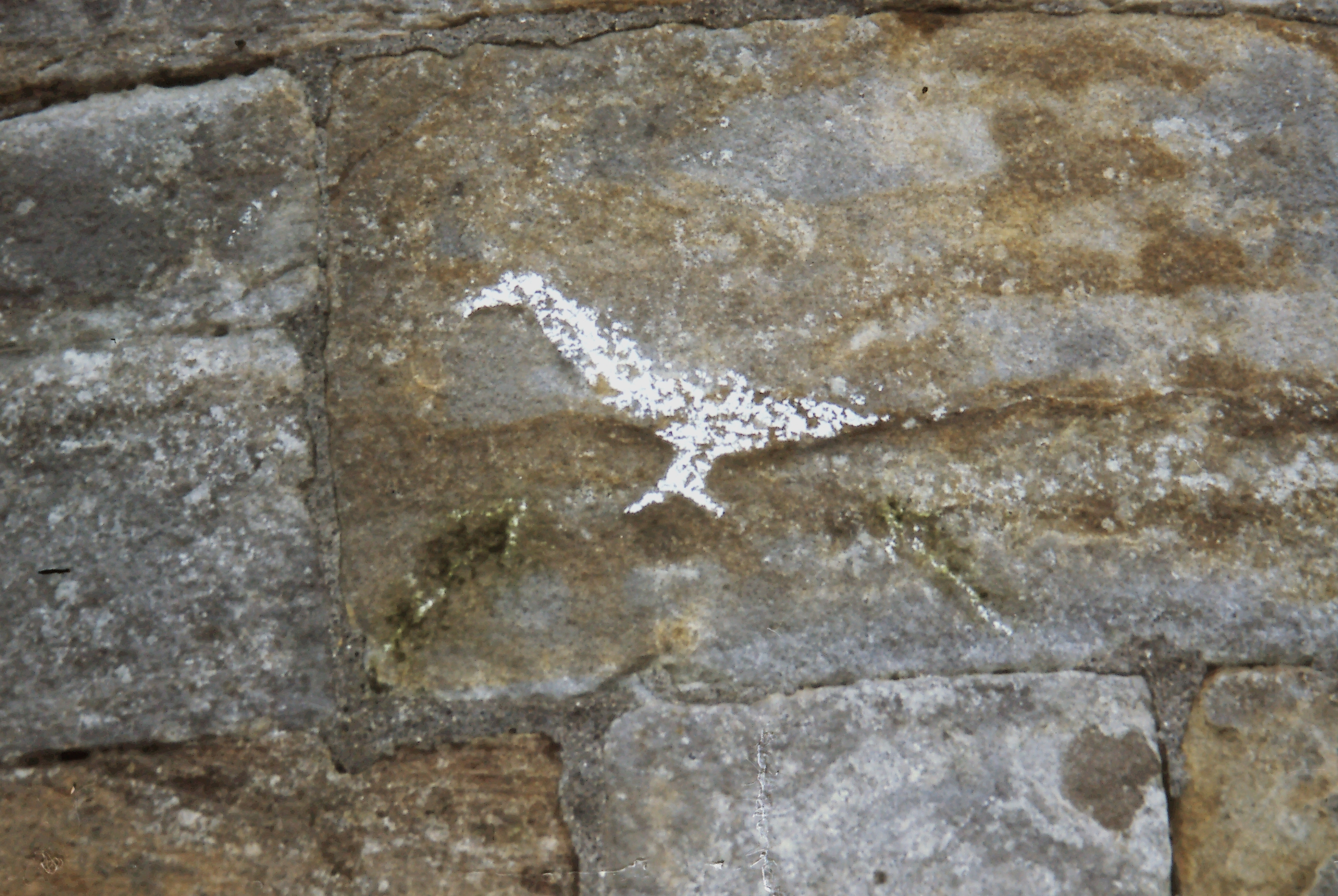
Rundturm mit Silhouette eines Vogels (Henne)
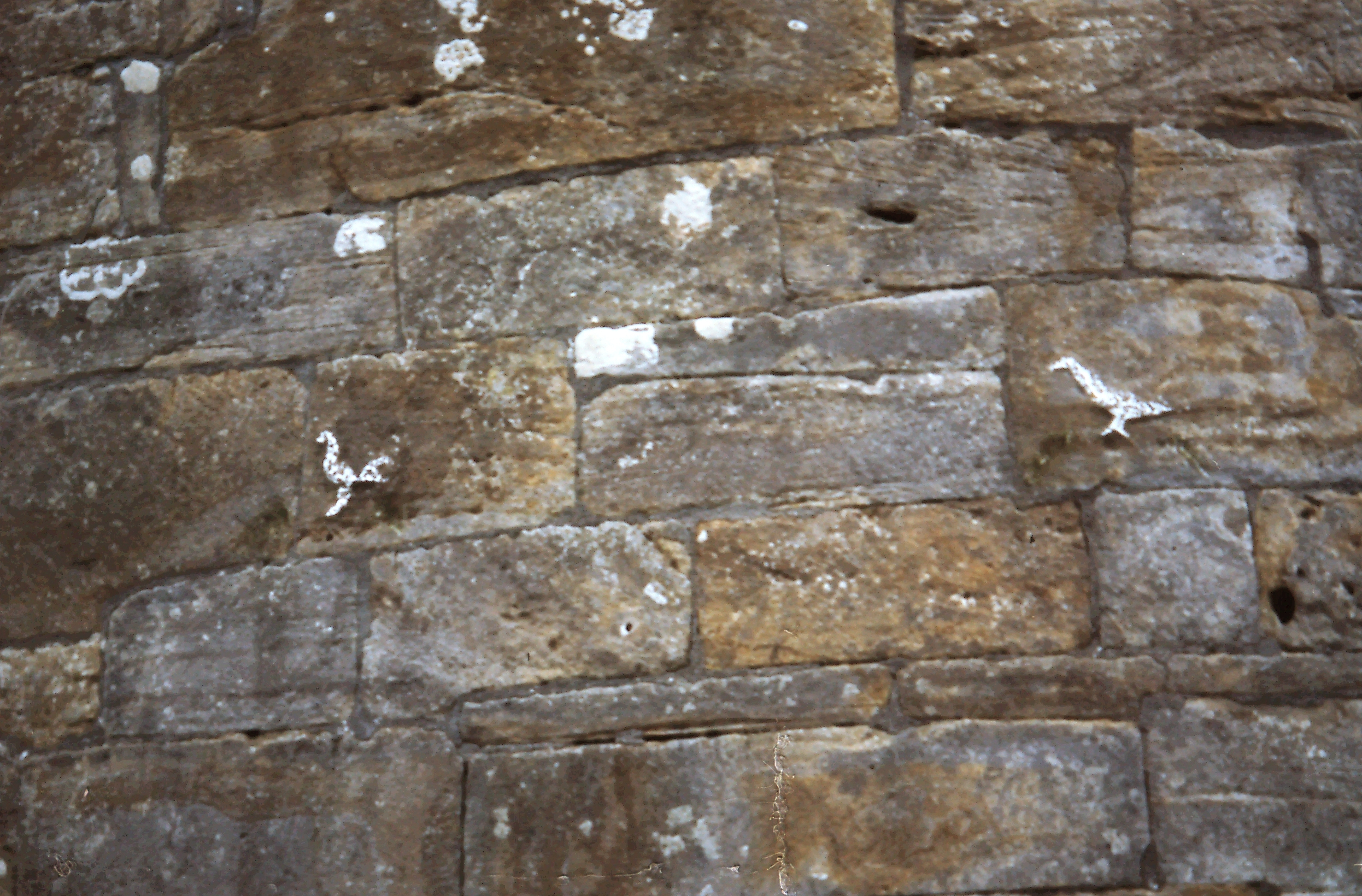
Rundturm mit Silhouette von zwei Vögeln
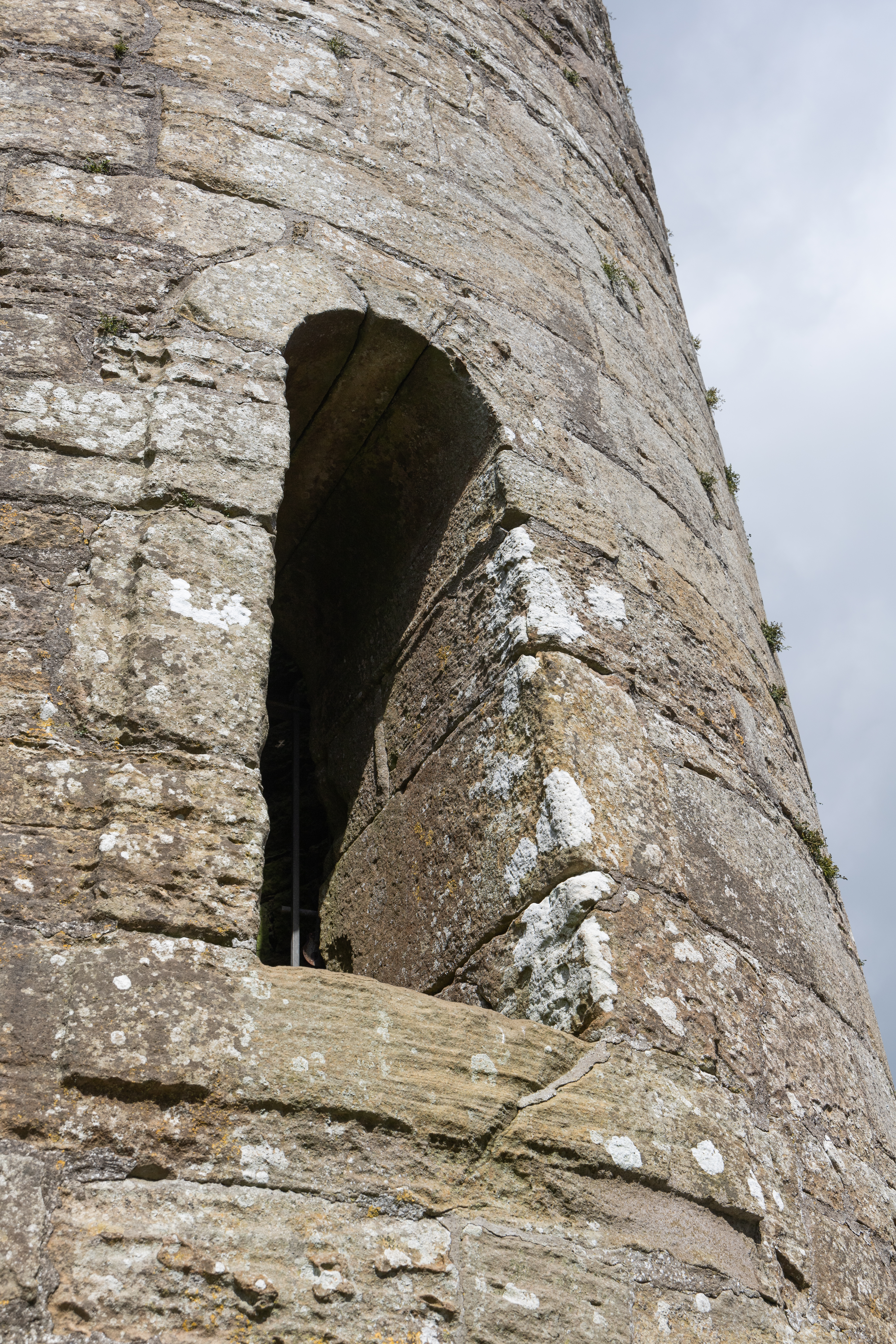
Türöffnung
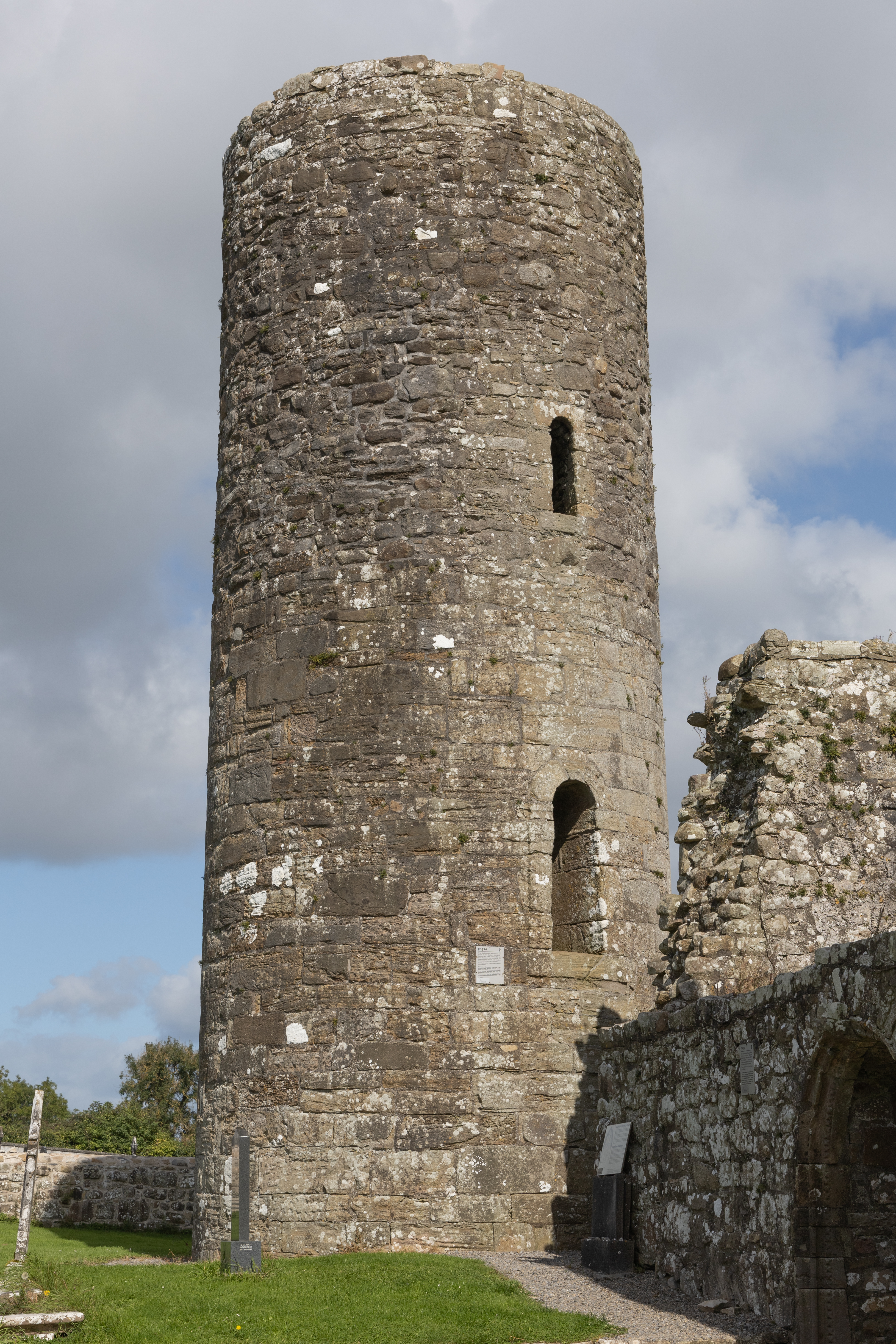
Tür- und Fensteröffnung